# Polydactylus longipes
Polydactylus longipes és una espècie de peix pertanyent a la família dels polinèmids.

## Descripció
- Pot arribar a fer 15,9 cm de llargària màxima.
- Cos allargat i de color negre grisenc.
- 9 espines i 12 radis tous a l'aleta dorsal i 3 espines i 11 radis tous a l'anal.
- 24 vèrtebres.
- Aleta pectoral amb 13 radis.
- 6 filaments pectorals (els dos superiors s'estenen més enllà del punt mitjà del peduncle caudal).
- Maxil·lar cobert d'escates.[5][6]

## Hàbitat
És un peix marí, demersal i de clima tropical (8°N-5°N, 125°E-128°E).

## Distribució geogràfica
Es troba al Pacífic occidental central: Mindanao (les illes Filipines).

## Observacions
És inofensiu per als humans.